# Benedictí ventrenegre
El benedictí ventrenegre (Conopophaga melanogaster) és una espècie d'ocell de la família dels conopofàgids (Conopophagidae).

## Hàbitat i distribució
Viu entre la malesa del bosc de l'est dels Andes al nord de Bolívia a Beni i sud del Brasil amazònic als rius Madeira, Tapajós i Tocantins.